# MTV Movie Awards 1997
La 6ª edizione degli MTV Movie Awards si è svolta il 7 giugno 1997 al Barker Hangar di Santa Monica, California, ed è stata presentata da Mike Myers.

## Performance musicali
Nel corso dello spettacolo si sono esibiti:
- Bush (Cold Contagious)
- Jewel (Foolish Games)
- En Vogue (Whatever)
- The Wondermints (Austin Powers Band) (BBC)

## Parodie (Movie Spoofs)
Nel corso dello spettacolo sono stati parodiati:
- Il mondo perduto - Jurassic Park
- Romeo + Giulietta di William Shakespeare
- Scream

## Vincitori e candidati
I vincitori sono indicati in grassetto.

### Miglior film (Best Movie)
- Scream, regia di Wes Craven
- Independence Day, regia di Roland Emmerich
- Jerry Maguire, regia di Cameron Crowe
- The Rock, regia di Michael Bay
- Romeo + Giulietta di William Shakespeare (William Shakespeare's Romeo + Juliet), regia di Baz Luhrmann

### Miglior performance maschile (Best Male Performance)
- Tom Cruise - Jerry Maguire
- Leonardo DiCaprio - Romeo + Giulietta di William Shakespeare (William Shakespeare's Romeo + Juliet)
- Eddie Murphy - Il professore matto (The Nutty Professor)
- Will Smith - Independence Day
- John Travolta - Phenomenon

### Miglior performance femminile (Best Female Performance)
- Claire Danes - Romeo + Giulietta di William Shakespeare (William Shakespeare's Romeo + Juliet)
- Sandra Bullock - Il momento di uccidere (A Time to Kill)
- Neve Campbell - Scream
- Helen Hunt - Twister
- Madonna - Evita

### Miglior performance rivelazione (Breakthrough Performance)
- Matthew McConaughey - Il momento di uccidere (A Time to Kill)
- Vivica A. Fox - Independence Day
- Courtney Love - Larry Flynt - Oltre lo scandalo (The People vs. Larry Flynt)
- Ewan McGregor - Trainspotting
- Renée Zellweger -  Jerry Maguire

### Miglior coppia (Best On-Screen Duo)
- Nicolas Cage e Sean Connery - The Rock
- Beavis e Butthead - Beavis and Butthead Do America
- Steve Buscemi e Peter Stormare - Fargo
- Claire Danes e Leonardo DiCaprio - Romeo + Giulietta di William Shakespeare (William Shakespeare's Romeo + Juliet)
- Nathan Lane e Robin Williams - Piume di struzzo (The Birdcage)

### Miglior cattivo (Best Villain)
- Jim Carrey - Il rompiscatole (The Cable Guy)
- Robert De Niro - The Fan - Il mito (The Fan)
- Kiefer Sutherland - Il momento di uccidere (A Time to Kill)
- Edward Norton - Schegge di paura (Primal Fear)
- Mark Wahlberg -  Paura (Fear)

### Miglior performance comica (Best Comedic Performance)
- Jim Carrey - Il rompiscatole (The Cable Guy)
- Chris Farley - Mai dire ninja (Beverly Hills Ninja)
- Eddie Murphy - Il professore matto (The Nutty Professor)
- Robin Williams - Piume di struzzo (The Birdcage)
- Janeane Garofalo - Un uomo in prestito (The Truth About Cats & Dogs)

### Miglior canzone (Best Song From a Movie)
- Machinehead cantata da Bush - Paura (Fear)
- Change the World cantata da Eric Clapton e Babyface - Phenomenon
- #1 Crush cantata da Garbage - Romeo + Giulietta di William Shakespeare (William Shakespeare's Romeo + Juliet)
- Don't Cry for Me, Argentina cantata da Madonna - Evita
- I Believe I Can Fly cantata da R. Kelly - Space Jam

### Miglior bacio (Best Kiss)
- Vivica A. Fox e Will Smith - Independence Day
- Claire Danes e Leonardo DiCaprio - Romeo + Giulietta di William Shakespeare (William Shakespeare's Romeo + Juliet)
- Gina Gershon e Jennifer Tilly - Bound - Torbido inganno (Bound)
- Kyra Sedgwick e John Travolta - Phenomenon
- Christine Taylor e Christopher Daniel Barnes - A Very Brady Sequel

### Miglior sequenza d'azione (Best Action Sequence)
- La scena del camion attraverso la fattoria - Twister
- Il lancio di Arnold Schwarzenegger - L'eliminatore (Eraser)
- La distruzione delle metropoli - Independence Day
- L'inseguimento sul treno / elicottero - Mission: Impossible
- L'inseguimento con le Ferrari attraverso San Francisco - The Rock

### Miglior combattimento (Best Fight)
- Fairuza Balk contro Robin Tunney - Giovani streghe (The Craft)
- Matthew Broderick contro Jim Carrey - Il rompiscatole (The Cable Guy)
- Jim Brown contro l'alieno - Mars Attacks!
- Jackie Chan - Police Story 4: First Strike
- Pamela Anderson - Barb Wire

### Miglior nuovo film-maker (Best New Filmmaker Award)
- Doug Liman

### Premio alla Carriera (Lifetime Achievement Award)
- Chewbecca